# Megaselia subalpina
Megaselia subalpina är en tvåvingeart som beskrevs av Mårten Magnus Wilhelm Brenner 2004. Megaselia subalpina ingår i släktet Megaselia och familjen puckelflugor.
Artens utbredningsområde är Österrike. Inga underarter finns listade i Catalogue of Life.